# Ludovico Manin
Ludovico Manin (Veneza, 14 de maio de 1725 — Veneza, 24 de outubro de 1802) foi o último Doge de Veneza. Governou a República de Veneza de 9 de março de 1789 a 1797, quanto foi forçado a abdicar por Napoleão Bonaparte.
Estudou na Universidade de Bolonha. Em 1787 conheceu o papa Pio VI. Casou com Elisabetta Grimani, recebendo um dote de 45 001 ducados.

## Doge

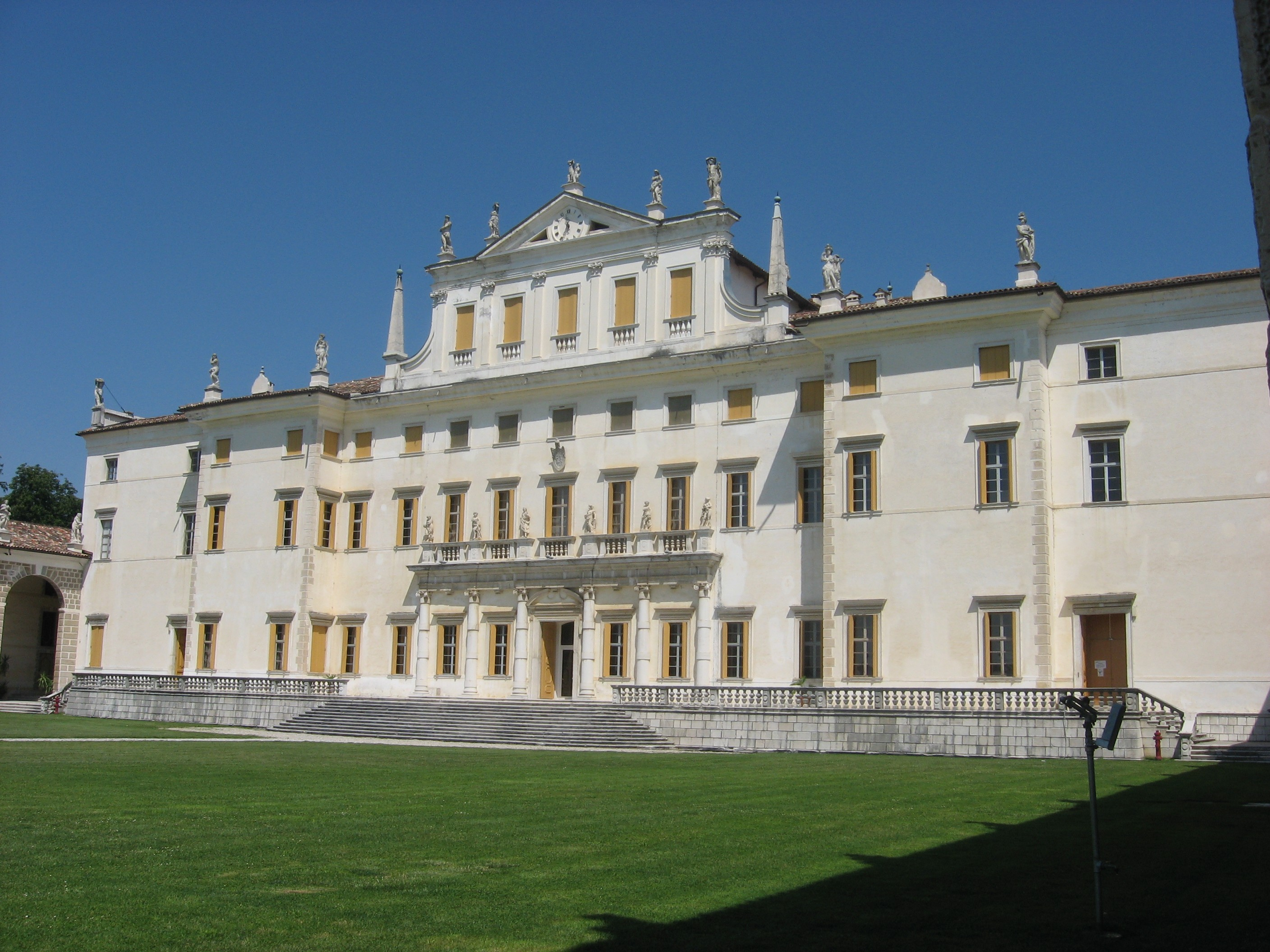
Villa Manin, em Passariano, onde o Tratado de Campoformio foi assinado

Foi eleito Doge de Veneza em 9 de março de 1789, cerca de um mês antes das agitações que conduziram à Revolução Francesa, logo no primeiro escrutínio (a assembleia eleitoral tinha 41 membros). A sua cerimónia de coroação tradicional exigia que atirasse moedas aos venezianos, o que custou mais de 458 197 liras, menos de um quarto das quais foi paga pelo Estado, e o resto do seu tesouro pessoal. 
Quando Napoleão invadiu a península Itálica, a República de Veneza, tal como a República de Génova, não se juntaram à coligação de estados italianos formada em 1795, e mantiveram a neutralidade. Em 15 de abril de 1797, Jean-Andoche Junot deu ao doge um ultimato que não foi aceite. Um aditamento secreto ao Tratado de Leoben, assinado em 17 de abril de 1797, dava Veneza, a Ístria e a Dalmácia à Áustria. 

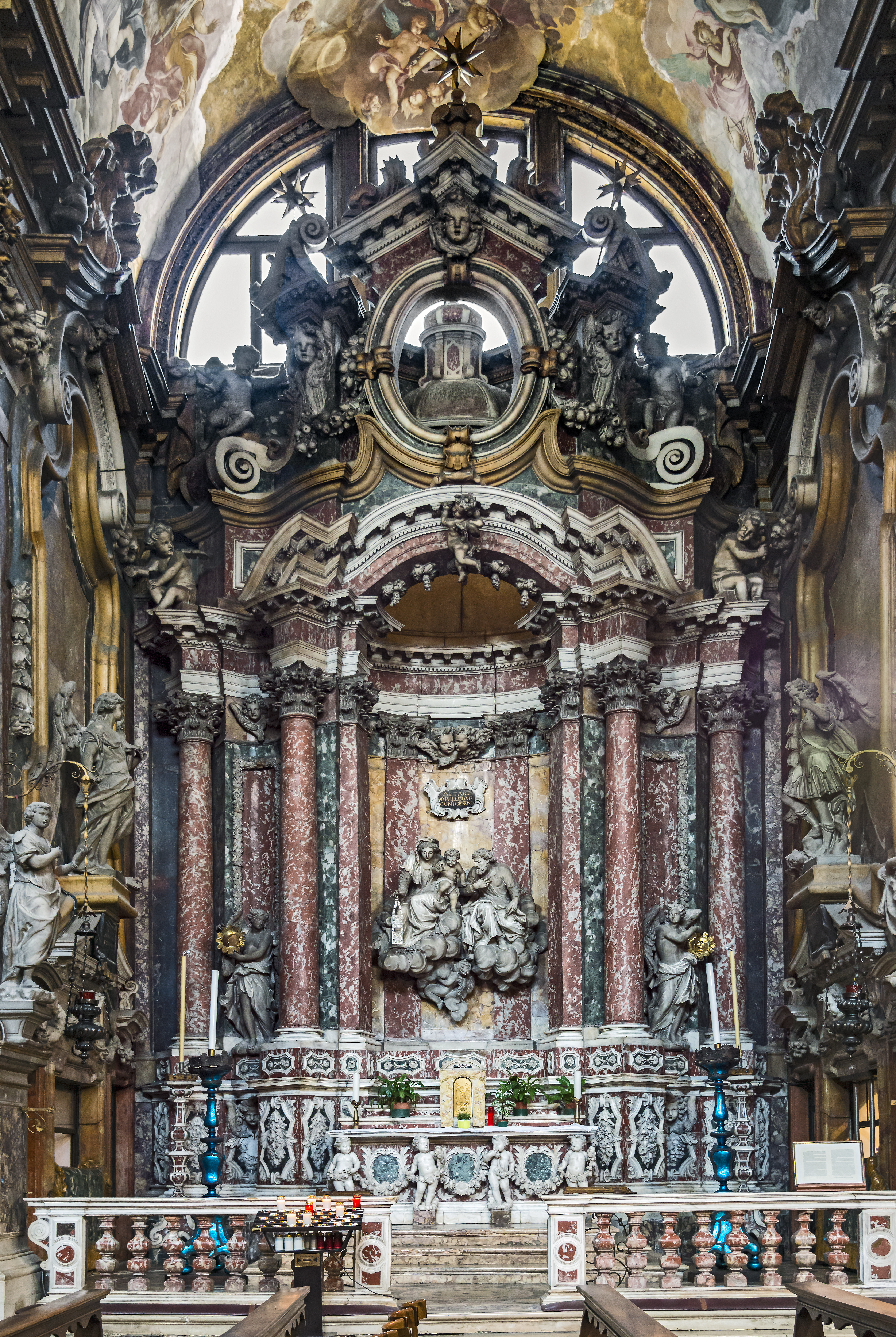
Túmulo de Ludovico Manin

Em 25 de abril de 1797, a armada francesa chegou ao Lido. Os canhões venezianos afundaram um navio francês, mas não conseguiram repelir a invasão. O doge rendeu-se em 12 de maio e deixou o palácio dois dias depois.
Em 16 de maio, as tropas francesas entraram na Praça de São Marcos e a rendição foi formalmente assinada, submetendo Veneza à administração francesa. Pelo Tratado de Campoformio, a 17 de outubro de 1797 a Áustria recebeu Veneza em troca do reconhecimento da República Cisalpina.
Manin morreu em 24 de outubro de 1802 e está sepultado na Igreja de Santa Maria de Nazaré.